# Castillo de Švihov
El castillo de Švihov (en alemán Burg Schwihau) está situado en el municipio de Švihov, distrito de Klatovy, en la República Checa.

## Historia
El origen de Švihov fue una casa construida en la primera mitad del XIV. Desde 1480 el castillo fue ampliamente reconstruido en estilo gótico por  Půta Švihovský (Půta de Schwihau). Las fortificaciones masivas de este castillo hicieron que en 1655 fuera incluido en la lista de fortalezas que tenían que ser destruidas por orden de Fernando III de Habsburgo, a pesar de que al final solo se derribó parte de las fortificaciones exteriores. A partir de entonces el castillo cayó en una época de decadencia y se usó incluso como granero.
El núcleo del castillo consta de dos alas residenciales. Al este hay una capilla, que sigue estando abierta al culto en celebraciones marianas y que sirve para celebrar bodas, mientras que al oeste encontramos una imponente torre maciza. El patio interior está decorado con la técnica del esgrafiado.
Los objetos expuestos en el interior muestran el estilo de vida del siglo XVI. El castillo está abierto a los visitantes. Las dependencias del castillo sirvieron de telón de fondo para la película Tres nueces por Cenicienta en 1972.
|               |  |                        |  |                    |  |                       |
| Svihov v zime |  | Hrad Švihov od východu |  | Popelčina cestička |  | Hrad Švihov od severu |